# Lepidoscia chrysastra
Lepidoscia chrysastra är en fjärilsart som beskrevs av Turner 1923. Lepidoscia chrysastra ingår i släktet Lepidoscia och familjen säckspinnare. Inga underarter finns listade i Catalogue of Life.